# موزه آزادی

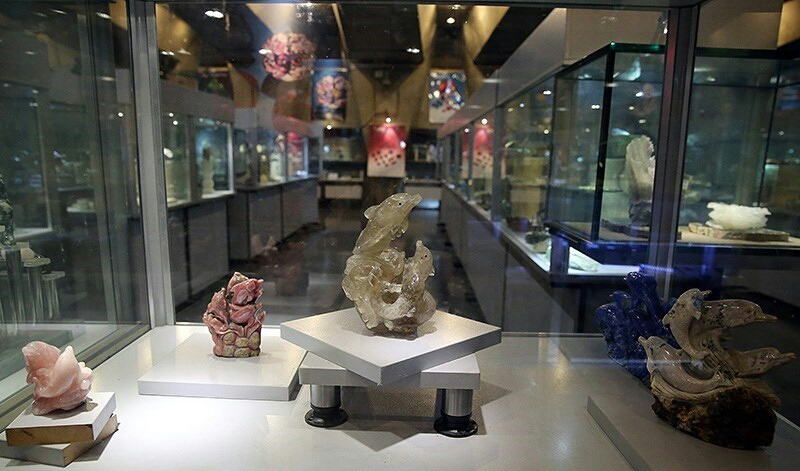
موزه آزادی.

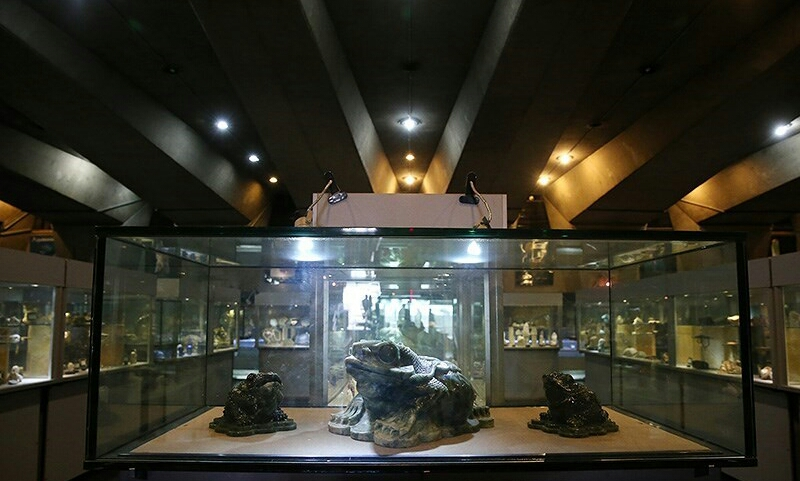

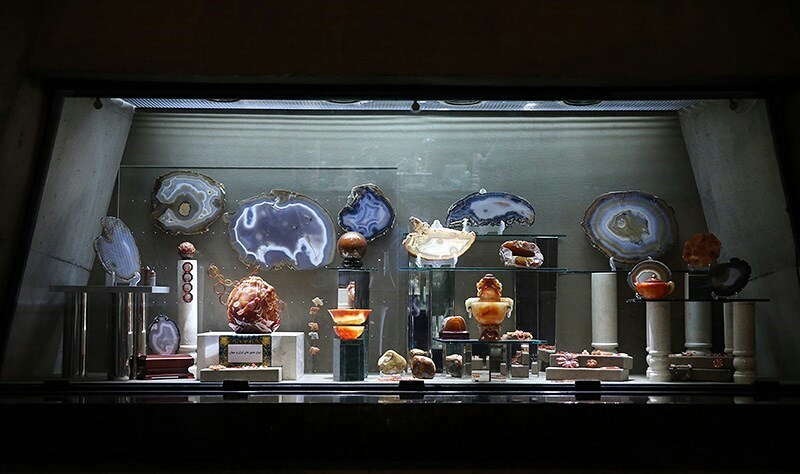

موزه آزادی، این مجموعه در داخل برج آزادی واقع شده و در آن اشیاء مختلفی از دوره‌های قبل از میلاد هخامنشی، اشکانی، ساسانی و دوره‌های اسلامی از قبیل اشیاء سفالین ظروف مفرغی تابلوهای نقاشی و فرش به نمایش گذارده شده است.